# William Painter (inventeur)
Pour les articles homonymes, voir William Painter (homonymie).
William Painter, né le 20 novembre 1838 à Triadelphia dans le Maryland, et mort le 15 juillet 1906 à Baltimore (Maryland), est un ingénieur américain en mécanique, fondateur de la société Crown Holdings et surtout connu pour avoir inventé la capsule et le décapsuleur.

## Biographie
William Painter est né à Triadelphia dans le comté de Montgomery (Maryland). Il se rend à Baltimore en 1865 et commence sa carrière en tant que contremaître à l'atelier d'usinage de Murrill & Keizer. Il développe l'idée de goulot universel et fonde sa société Crown Holdings en 1892.
Il dépose 85 brevets, dont celui de la capsule métallique permettant de fermer les bouteilles, une machine à plier le papier, un siège éjectable de sécurité pour les trains de voyageurs, du décapsuleur ainsi qu'une machine à détecter la fausse monnaie.
Il est introduit dans le National Inventors Hall of Fame en 2006. Il est enterré au 

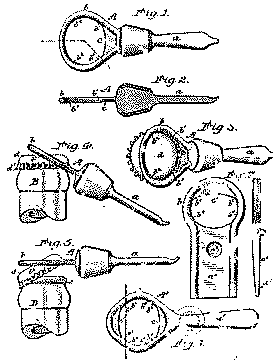
Dessin du brevet de l'ouvre-bouteilles.

Druid Ridge Cemetery à Baltimore.